# 캐드베리
캐드베리(영어: Cadbury)는 영국의 제과업체이다. 캐드베리는 1853년 빅토리아 여왕으로부터 최초의 왕실 조달 허가증을 받았다.